# Micronella
Genre
Micronella est un genre de collemboles de la famille des Brachystomellidae.

## Distribution
Les espèces de ce genre se rencontrent en Amérique.

## Liste des espèces
Selon Checklist of the Collembola of the World (version du 22 novembre 2019) :
- Micronella checayensis Massoud, 1967
- Micronella itacaman Queiroz & de Mendonça, 2013
- Micronella longisensilla Queiroz & de Mendonça, 2013
- Micronella najtae Arbea, 2017
- Micronella porcus (Denis, 1933)

## Publication originale
- Arlé, 1960 : Collembola Arthropleona do Brasil Oriental e Central. Arquivos do Museu Nacional, vol. 49, p. 135-211.